# Homage to Chagall: The Colours of Love
Homage to Chagall: The Colours of Love ist ein kanadischer Dokumentarfilm aus dem Jahr 1977 über den Künstler Marc Chagall unter der Regie von Harry Rasky.

## Handlung
Mit über 300 Mosaiken, Glasfenstern, Wandgemälden und Gemälden sowie einem ausführlichen Interview mit dem berühmten russischen Künstler selbst, ist Homage to Chagall: The Colours of Love ein Tribut und zugleich eine Würdigung eines schöpferischen Lebens, das von primitiver Mystik bis zu kubistischer Intellektualität reichte.

## Kritiken
In der Saturday Review schrieb Judith Crist über Homage to Chagall: „Der Filmemacher hat eine magische Mischung aus Bild und Ton geschaffen, die über die Leinwand hinausgeht und eine triumphale Hommage an den Humanismus darstellt“. Crist fügt hinzu, dass Homage to Chagall „immer wieder gesehen werden kann, wie es sich gehört. Eine solch meisterhafte Hommage an einen Meister ist eine seltene und wunderbare Leistung“.

## Auszeichnung
Homage to Chagall: The Colours of Love wurde für einen Oscar in der Kategorie Bester Dokumentarfilm nominiert. Die Directors Guild of America zeichnete Rasky 1985 mit dem Preis Outstanding Direction of a Documentary/Actuality aus.